# Bombyliomyia flavipalpis
Bombyliomyia flavipalpis är en tvåvingeart som först beskrevs av Macquart 1846.  Bombyliomyia flavipalpis ingår i släktet Bombyliomyia och familjen parasitflugor. Inga underarter finns listade.